# Inconfidência Mineira
Die Inconfidência Mineira (Minas-Verschwörung) war eine separatistische Bewegung in Brasilien im Jahr 1789. Nach Vorbild der Amerikanischen Revolution strebten die Sezessionisten die Loslösung des Kapitanats Minas Gerais vom Mutterland Portugal an. Wegen eines Verrats aus den eigenen Reihen scheiterte die geplante Revolte jedoch vor ihrer Umsetzung.

## Geschichte
Ende des 18. Jahrhunderts ging die Goldförderung in Minas Gerais stark zurück, was die von den Goldminen abhängige Wirtschaft besonders hart traf. Lokale Mineneigentümer waren nicht mehr in der Lage, die vom portugiesischen Mutterland geforderten Steuern zu entrichten. So planten Angehörige der weißen Oberschicht eine Revolte gegen die Portugiesen mit dem Ziel einer Unabhängigkeit der Provinz Minas Gerais. Intellektuelle wie Tiradentes, Tomás Antônio Gonzaga und Cláudio Manuel da Costa beteiligten sich an der Inconfidência Mineira. Allerdings waren sich die Verschwörer uneins bezüglich der zukünftigen Staatsform (Monarchie oder Republik) und der Aufrechterhaltung der Sklaverei. Bevor der Aufstand durchgeführt werden konnte, informierten Mitverschwörer die portugiesische Regierung über die Vorgänge, die daraufhin die beteiligten Protagonisten festnehmen ließ. Einige, wie Gonzaga, wurden ins Exil geschickt, andere, wie Tiradentes, zum Tode verurteilt und hingerichtet.

## Nachwirkungen
Die Rebellen der Inconfidência Mineira werden heute als brasilianische Nationalhelden verehrt. An Tiradentes Todestag am 21. April wird ein Nationalfeiertag abgehalten. Der Bundesstaat Minas Gerais führte 1963 eine Flagge ein, die auf dem Entwurf der Verschwörer von 1789 basiert.